# Litoprosopus coachella
Litoprosopus coachella är en fjärilsart som beskrevs av Hill 1921. Litoprosopus coachella ingår i släktet Litoprosopus och familjen nattflyn. Inga underarter finns listade i Catalogue of Life.